# René Borricand
René Borricand (né le 25 juillet 1931) est un auteur et éditeur provençal. Sa maison d'édition est basée à Aix-en-Provence.

## Œuvres
- 1964 : Testament de la Reine Marie-Antoinette
- 1968 : Charmes d'Aix
- 1968 : Histoire de l'Ordre de Malte (réimprimé en 1981)
- 1971 : Les Hôtels particuliers d'Aix-en-Provence
- 1973 : Merveilles de Provence
- 1975 : Aix-en-Provence et ses environs...
- 1976 : Nobiliaire de Provence
- 1981 : Le Puy-Sainte-Réparade, canton de Peyrolles-en-Provence, Bouches-du-Rhône
- 1982 : Châteaux et bastides du pays d’Aix

### Prix littéraires[1]
- 1964 : prix Broquette-Gonin pour Testament de la Reine Marie-Antoinette
- 1976 : prix Georges-Goyau pour Nobiliaire de Provence
- 1982 : prix Broquette-Gonin pour Châteaux et bastides du pays d’Aix